# Hornice
Hornice település Csehországban, a Třebíči járásban. Hornice Mladoňovice, Dešov, Třebelovice, Kdousov, Kostníky és Kojatice településekkel határos. Lakosainak száma 65 fő (2024. január 1.).

## Népesség
A település lakosságának változását az alábbi diagram mutatja:
| Lakosok száma | 156  | 148  | 158  | 119  | 114  | 80   | 76   | 69   | 59   | 65   |
|               | 1869 | 1890 | 1921 | 1950 | 1980 | 2001 | 2017 | 2019 | 2022 | 2024 |